# Ine Marie Eriksen Søreide
Ine Marie Eriksen Søreide (2 de maig de 1976) és una política noruega que ocupa el càrrec de Ministra d'Afers Exteriors des del 2017, la primera dona en aquesta posició. Abans havia estat Ministra de Defensa del 2013 al 2017. És membre del Partit Conservador, fou elegida el 2005 membre del Storting per Oslo. Søreide va ser nomenada Ministra d'Afers Exteriors noruega el 20 d'octubre de 2017. Succeí Børge Brende.
Nascuda a Lørenskog, va començar a estudiar Dret el 1995 a la Universitat de Tromsø, on s'uní al Partit Conservador i s'involucrà en la política local. El 2000 va esdevenir membre del Comitè Executiu Central del Partit Conservador i Presidenta dels Joves Conservadors Noruecs. Eriksen Søreide començà a treballar com a productora a Metropol TV, fou elegida membre suplent del Storting per Oslo. Després del tancament de Metropol, s'uní a la firma Grette Law Firm com a aprenent. El setembre de 2005 fou elegida membre del Storting per primera vegada; i el setembre de 2009 fou reelegida.

## Comitès del Storting
- 2009-2013: Presidenta de la Junta Permanent d'Afers Exteriors i Defensa
- 2005-2009: Presidenta de la Junta Permanent d'Educació, Recerca i Afers Religiosos
- 2001-2005: Membre de la Junta Permanent d'Educació, Recerca i Afers Religiosos